# Тапаська сільська рада
Та́паська сільська рада (ест. Tapa külanõukogu, рос. Тапаский сельский совет) — сільська рада в Естонській РСР, адміністративно-територіальна одиниця в складі повіту Ярвамаа (1945—1950) та Тапаського району (1950—1954).

## Населені пункти
Сільській раді підпорядковувалися населені пункти:
поселення (asundus): Тапа (Tapa), Нійду (Niidu), Імасту (Imastu), Мое (Moe);
села: Йоотма (Jootma), Куру (Kuru), Тапа (Tapa), Рауакиве (Rauakõve), Няо (Näo), Тирма (Tõrma), Мое (Moe).

## Історія
8 серпня 1945 року на території волості Легтсе в Ярваському повіті утворена Тапаська сільська рада з центром у поселенні Тапа.
26 вересня 1950 року, після скасування в Естонській РСР повітового та волосного поділу, сільська рада ввійшла до складу новоутвореного Тапаського сільського району.
17 червня 1954 року в процесі укрупнення сільських рад Естонської РСР Тапаська сільська рада ліквідована. Її територія склала південно-східну частину Легтсеської сільської ради.